# Lumières de Phoenix

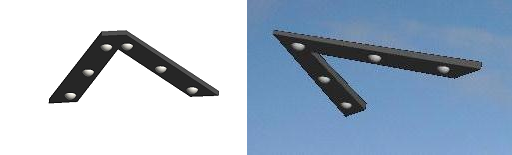
Lumières de Phoenix en forme de V.

Les Lumières de Phoenix (Phoenix Lights en anglais), appelées aussi parfois Lumières au-dessus de Phoenix (Lights over Phoenix en anglais), est le nom donné communément à une série de phénomènes lumineux célestes observés au-dessus des États de l'Arizona et du Nevada le 13 mars 1997. 
Ces lumières sont censées être dues à des avions A-10 Warthog participant à un programme de formation de pilotes de la Garde nationale aérienne sise à la base de Davis-Monthan à Tucson. 

## Observations
Des lumières diversement décrites furent observées par des milliers de personnes entre 19h30 et 22h30 (Mountain Standard Time), dans un intervalle d'environ 300 miles (environ 483 kilomètres), allant de la frontière du Nevada jusqu'aux abords de Tucson, en passant par Phoenix. Les « lumières de Phoenix » désignent en réalité plusieurs phénomènes distincts observés la même nuit à des endroits différents : d'une part une formation triangulaire de lumières traversant le ciel de l'État, d'autre part une série de lumières stationnant au-dessus de Phoenix et ses environs.

## Témoignages
Fife Symington, gouverneur républicain de l'Arizona à l'époque des événements, a reconnu, quelques années plus tard, avoir lui-même été témoin du phénomène,, le décrivant comme un immense ovni en forme d'équerre de menuisier, pourvu de lumières, et semblant provenir d'un « autre monde ». 
L'acteur Kurt Russell, qui pilotait son avion, a déclaré avoir été le premier à signaler l'ovni alors qu'il s'apprêtait à atterrir avec son fils à l'aéroport de Phoenix.

## Explication
Les deux observations sont censées être dues à des avions participant à l'opération Snowbird, un programme de formation de pilotes de la Garde nationale aérienne sise à la base de Davis-Monthan à Tucson. Le premier groupe de lumières (celles en formation triangulaire passant au-dessus de l'État), a été identifié comme étant une formation d'avions A-10 Warthog survolant Phoenix en revenant à Davis-Monthan. Pour le deuxième groupe de lumières (celles observées et filmées au-dessus de Phoenix et ses environs), un astronome de Tucson et ancien pilote de l'armée de l'air américaine, James McGahal, affirme qu'il s'agissait de fusées éclairantes larguées par un autre vol d'avions Warthog, lesquels s'entraînaient au Barry Goldwater Range dans le sud-ouest de l'Arizona, interprétation reprise par l'auteur sceptique Brian Dunning. Pour McGahal, qui a enquêté sur les lumières, l'ancien gouverneur Symington n'est pas un « observateur qualifié ».

## Observations ultérieures
Des phénomènes lumineux semblables se répétèrent le 6 février 2007 et furent filmés par des employés d'une station locale de Fox News,. 
Un incident du même genre est survenu le 21 avril 2008. Il aurait été causé par des ballons leurres gonflés à l'hélium.

## Films et documentaires
- Phoenix Nights, sitcom britannique, 2002
- Out of the Blue, documentaire de Tim Coleman & James Fox, 2003
- Night Skies (en), film, 2007
- The Phoenix Incident (en), film, 2015
- Phoenix Forgotten (en), film, 2017
- The Phoenix Lights: Beyond Top Secret, documentaire de Lynne D. Kitei M.D, 2017
- Chasseurs d'ovnis - Les lumières de Phoenix documentaire